# Dissociatieve amnesie
Dissociatieve amnesie (ook wel dissociatief geheugenverlies) is een psychische aandoening. In het DSM-IV is deze stoornis ingedeeld bij de dissociatieve stoornissen. De aandoening werd vroeger psychogene amnesie genoemd.
Wie dissociatieve amnesie heeft, kan bepaalde herinneringen, vooral over zichzelf, niet terughalen. Dit gebeurt als verdedigingsmechanisme tegen gebeurtenissen die de psyche ernstig in verwarring brengen of schaden. Een episode kan enige minuten duren, maar in ernstige gevallen zelfs het hele leven. Er kan een groot aantal oorzaken ten grondslag aan de stoornis liggen, bijvoorbeeld (jeugd)trauma's, ongelukken of rampen, overlijden van een dierbare, oorlogservaringen of druggebruik. De stoornis kan ook optreden als een persoon een sterk schuldgevoel heeft.